# トヨタ・NRエンジン
トヨタ・NRエンジン（トヨタ・エヌアールエンジン）、およびダイハツ・NR型エンジン（ダイハツ・エヌアールがたエンジン）は、自動車用水冷直列4気筒ガソリンエンジンのトヨタ系列名である。トヨタ自動車およびダイハツ工業、富士重工業（スバル）、プロドゥア（マレーシア）の、Cセグメントクラス以下向けのエンジンのひとつ。

## 概要
トヨタ自動車の既存のCセグメントクラス以下向けのNZ型同様、シリンダーヘッドからシリンダーブロックにかけてアルミダイキャストが用いられており、NZ型に対して若干の軽量化が図られている。また、可変バルブ機構のDual VVT-i、およびVVT-iEを採用する同社製エンジンの中では最小クラスとなる。
NZ型及びダイハツのK3型を含むSZ系列の後継となるエンジンであり、従来のSZ型の基本設計を踏襲しているが、先述の通りデュアルVVT-iの採用やアルミダイキャストの採用などによる高性能・軽量化など、基本性能がある程度改善されている。SZ型に続いて設計はダイハツが担当した。生産は当初ダイハツに委託していたが、2014年以降よりごく一部のエンジン（例：1NR-FKE、2NR-FKE、8NR-FTS）に限り、トヨタでも生産されるようになり、事実上の内製化を果たすこととなった。
なお、DUAL VVT-iなどは新興国・途上国向けエンジンでは搭載していない場合もあり、関連してシリンダーヘッド周りの仕様も異なる（詳細は後述の2NR-FEを参照）。

## 生産期間
- 2009年6月 -　（日本向けでの場合。欧州向けは2008年9月より先行生産されている）

## 系譜
トヨタ
- エンジン型式一覧の自動車用エンジンの系譜を参照。

ダイハツ
- FA型（1961年）→HC型/HD型/HE型（1988年/1989年/1990年）→K3型/KJ型/3SZ型（2000年/2004年/2005年）→NR型（2008年）

## バリエーション

### 1NR-FE
- タイプ:水冷直列4気筒 DOHC 16バルブ Dual VVT-i[注釈 1]
- 排気量:1.329L
- 内径×行程:72.5×80.5
- 圧縮比:11.5

<出力>
- 75kW（101PS）/ 6,000rpm 132N·m（13.5kg·m）/ 3,800rpm（欧州仕様）
- 69kW（94PS）/ 6,000rpm 118N·m（12.0kg·m）/ 4,400rpm（日本仕様・iQでの場合）
- 70kW（95PS）/ 6,000rpm 121N·m（12.3kg·m）/ 4,000rpm（日本仕様・ラクティス〈2代目〉、スバル・トレジア、パッソ〈2代目〉、ダイハツ・ブーン〈2代目〉、ヴィッツ〈3代目〉、トヨタ・カローラアクシオ〈2代目〉、ポルテ〈2代目〉、スペイド、プロボックス〈初代2014年9月改良型〉での場合）

<主な搭載車種>
- オーリス（初代後期型 - 2代目後期型、欧州仕様車）
- ヤリス（欧州仕様車）
- iQ
- パッソ（2代目のみ）
- ラクティス（2代目）
- ヴィッツ（3代目 - ）※2WD車は前期型のみ搭載
- カローラ（11代目の欧州仕様車のみ搭載）
- カローラアクシオ（2代目）※2019年8月以降廃止
- ポルテ（2代目・初期型のみ搭載）
- スペイド（初期型のみ搭載）
- プロボックス（初代後期型 - ）

<トヨタ車以外での搭載車種>
- ダイハツ・ブーン（2代目・前期型の最初期仕様のみ搭載）
- ダイハツ・シャレード（欧州専売車。2代目トヨタ・ヤリス〈2代目トヨタ・ヴィッツ〉のOEM）
- スバル・トレジア（改良前のモデルのみ搭載）
- アストンマーティン・シグネット

NR系で最初に発表されたエンジン。2008年11月欧州向けオーリスに初めて「ストップ＆スタート」アイドリングストップシステムと組み合わせて搭載された。欧州では1.33Lと変則的な表記がなされ、従来の4ZZ-FE 1.4Lエンジンに代わって搭載されている。日本では2009年8月20日発表のiQ1.3L車で初めて導入された。

### 1NR-FBE
- タイプ:水冷直列4気筒 DOHC 16バルブ Dual VVT-i
- 排気量:1.329L
- 内径×行程:72.5×80.5
- 圧縮比:13.0

<出力>
- 69kW（94PS）/ 5,600rpm 123N·m（12.5kg·m）/ 4,000rpm（ガソリン、ヤリスでの場合）
- 74kW（101PS）/ 5,600rpm 127N·m（12.9kg·m）/ 4,000rpm（エタノール、ヤリスでの場合）

<主な搭載車種>
- エティオス（ブラジル仕様車）
- ヤリス（ブラジル仕様車）

1NR-FEのフレックス燃料版。

### 1NR-FKE
- タイプ:水冷直列4気筒 DOHC 16バルブ VVT-iE
- 排気量:1.329L
- 内径×行程:72.5×80.5
- 圧縮比:13.5

<出力>
- 73kW（99PS）/ 6,000rpm 121N·m（12.3kg·m）/ 4,400rpm（日本仕様）

<主な搭載車種>
- ヴィッツ（3代目1次改良型 - ）※2WD車のみ
- ラクティス（2代目改良型）

<トヨタ車以外での搭載車種>
- スバル・トレジア（改良型のみ）

同社の既存のハイブリッドカー（例・プリウス、アクア、SAI等）に用いられているミラーサイクルをはじめ、クールドEGR、VVT-iEなどの技術を採用したことで更なる燃費改善と損失低減を追求することで熱効率を高めている。なお、2018年6月現在の時点においてこのエンジンは後述する1.5L版の2NR-FKEと異なり、日本国内市場専用のエンジンとなっている。最大熱効率は、38%となっている。

### 1NR-VE

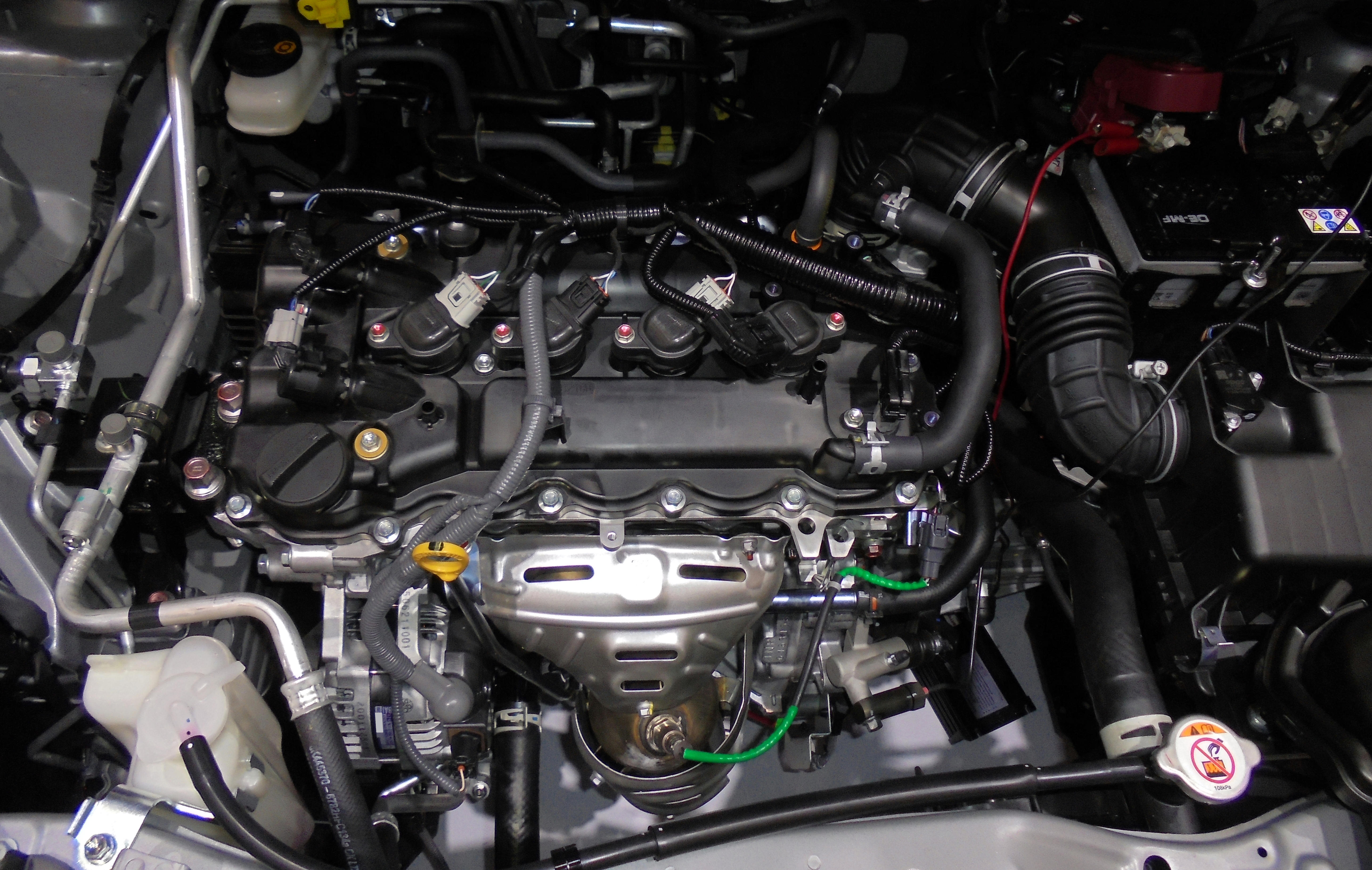
セニアの1NR-VEエンジン

- タイプ:水冷直列4気筒 DOHC 16バルブ Dual VVT-i
- 排気量:1.329L
- 内径×行程:72.5×80.5
- 圧縮比:10.5（プロドゥア・ベザ用のみ11.5）

<出力>
- 67kW（92PS）/ 6,000rpm 117N·m（11.9kg·m）/ 4,200rpm（プロドゥア・ベザ以外）
- 70kW（95PS）/ 6,000rpm 121N·m（12.3kg·m）/ 4,000rpm（プロドゥア・ベザでの場合）

<主な搭載車種>
- アバンザ（2代目後期型 - ）
- ダイハツ・セニア（2代目後期型 - ）
- ダイハツ・シリオン（3代目）
- プロドゥア・ベザ

厳密にはトヨタ名義ではなくダイハツ名義のエンジンであるため、型式名の-（ハイフン）後の記号がトヨタ式ではなくダイハツ式の表記になっている。搭載するトヨタ車も、1NR-FEや後述する2NR-FEと異なり、ダイハツからのOEM供給車種、もしくは主な開発作業と生産をダイハツに委託した車種、プロドゥアのごく一部の車種などに限られている。

### 2NR-FE

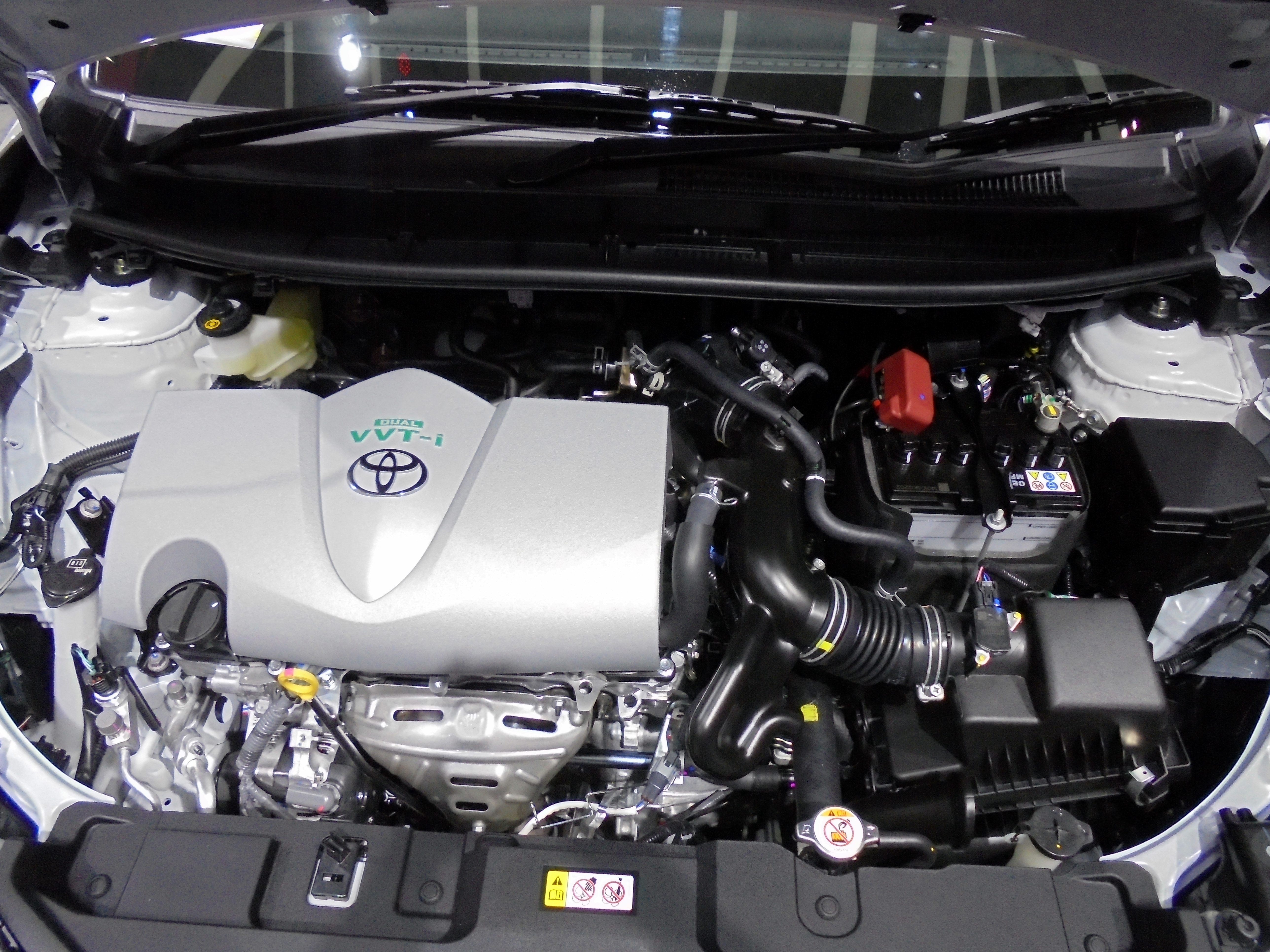
ヤリスGR Sportの2NR-FEエンジン

- タイプ:水冷直列4気筒 DOHC 16バルブ
- 排気量:1.496L
- 内径×行程:72.5×90.6
- 圧縮比:10.5（仕様によって異なる）

<出力>
- 66kW（90PS）/ 5,600rpm 132N·m（13.5kg·m）/ 3,000rpm（VVTレス）
- 79kW（107PS）/ 6,000rpm 140N·m（14.3kg·m）/ 4,200rpm（Dual VVT-i）

<主な搭載車種>
- エティオス
- シエンタ （Dual VVT-i仕様）
- ヴィオス （Dual VVT-i仕様）
- ヤリス （Dual VVT-i仕様）
- C-HR （Dual VVT-i仕様）

主にアジア市場向けの車種に採用されており、搭載車種の中には国内で販売されている車種もあるが日本仕様には2NR-FEの設定は存在しない。
トヨタ初のインド市場専用車エティオスで初搭載。新型エンジンを途上国・新興国向けの戦略車種で先行搭載というのは極めて異例。ただし、価格を抑えるためにDUAL VVT-iは省かれており、出力等も最近の一般的なものと比較すると控えめとされている。一方でヘッド一体型エキゾーストマニホールドといったVVT仕様にはない要素も取り入れられている。またVVT仕様のバルブ駆動はローラーロッカーアームであるがVVTレス仕様では直動式となる。この点から次期API/ILSAC規格（GF-6）におけるバルブトレーン摩耗試験のエンジンとして採用される予定となっている。
DUAL VVT-i仕様としては後述のダイハツ型式となる2NR-VEがアバンザに初搭載されたのを皮切りにDUAL VVT-i仕様の2NR-FEが採用されるようになった。

### 2NR-FBE
- タイプ:水冷直列4気筒 DOHC 16バルブ Dual VVT-i
- 排気量:1.496L
- 内径×行程:72.5×90.6
- 圧縮比:
  - ヴィオス（タイ仕様） 11.5[3]
  - ヤリス（ブラジル仕様） 13.0[4]

<出力>
- 79kW（108PS）/ 6,000rpm 140N·m（14.3kg·m）/ 4,200rpm（タイ仕様・ヴィオスでの場合）
- 77kW（105PS）/ 5,600rpm 140N·m（14.3kg·m）/ 4,000rpm（ガソリン、ブラジル仕様・ヤリスでの場合）
- 81kW（110PS）/ 5,600rpm 146N·m（14.9kg·m）/ 4,000rpm（エタノール、ブラジル仕様・ヤリスでの場合）

<主な搭載車種>
- エティオス（ブラジル仕様車）
- ヴィオス（タイ仕様車、2016年 -）
- ヤリス（ブラジル仕様車）

2NR-FEのフレックス燃料版。

### 2NR-FKE
- タイプ:水冷直列4気筒 DOHC 16バルブ VVT-iE
- 排気量:1.496L
- 内径×行程:72.5×90.6
- 圧縮比:13.5

<出力>
- 80kW（109PS）/ 6,000rpm 136N·m（13.9kg·m）/ 4,400rpm（日本仕様）

<主な搭載車種>
- カローラアクシオ（2012年5月販売型を除く2代目）※2WD車のCVT仕様のみ
- カローラセダン（2013年2月販売型を除く11代目香港・マカオ仕様）※CVT仕様のみ
- カローラフィールダー（2012年5月販売型を除く3代目）※2WD車のCVT仕様のみ
- シエンタ（2代目）※2WD車のみ
- ポルテ（初期型を除く2代目）※2WD車のみ
- スペイド（初期型を除く）※2WD車のみ

<トヨタ車以外での搭載車種>
- 光岡・リューギ（2012年販売型除く）※2WD車のCVT仕様のみ

- 光岡・リューギワゴン※2WD車のCVT仕様のみ

先述の1NR-FKE型同様、同社のハイブリッドカーに用いられているミラーサイクルをはじめ、クールドEGR、VVT-iEなどの技術を採用したことで更なる燃費改善と損失低減を追求することで熱効率を高めている。なお、日本市場向けとしては事実上、初めて導入される2NR型系エンジンとなるが、エンジンの最高出力、および最大トルクの数値は既存の日本市場向け版の1NZ-FE型とほぼ同じ数値（2WD用での場合）である。
日本では2015年3月30日発表の2代目1次改良型カローラアクシオ、および3代目1次改良型カローラフィールダーの各1.5L車の2WD・CVT仕様で初めて導入された。

### 2NR-VE

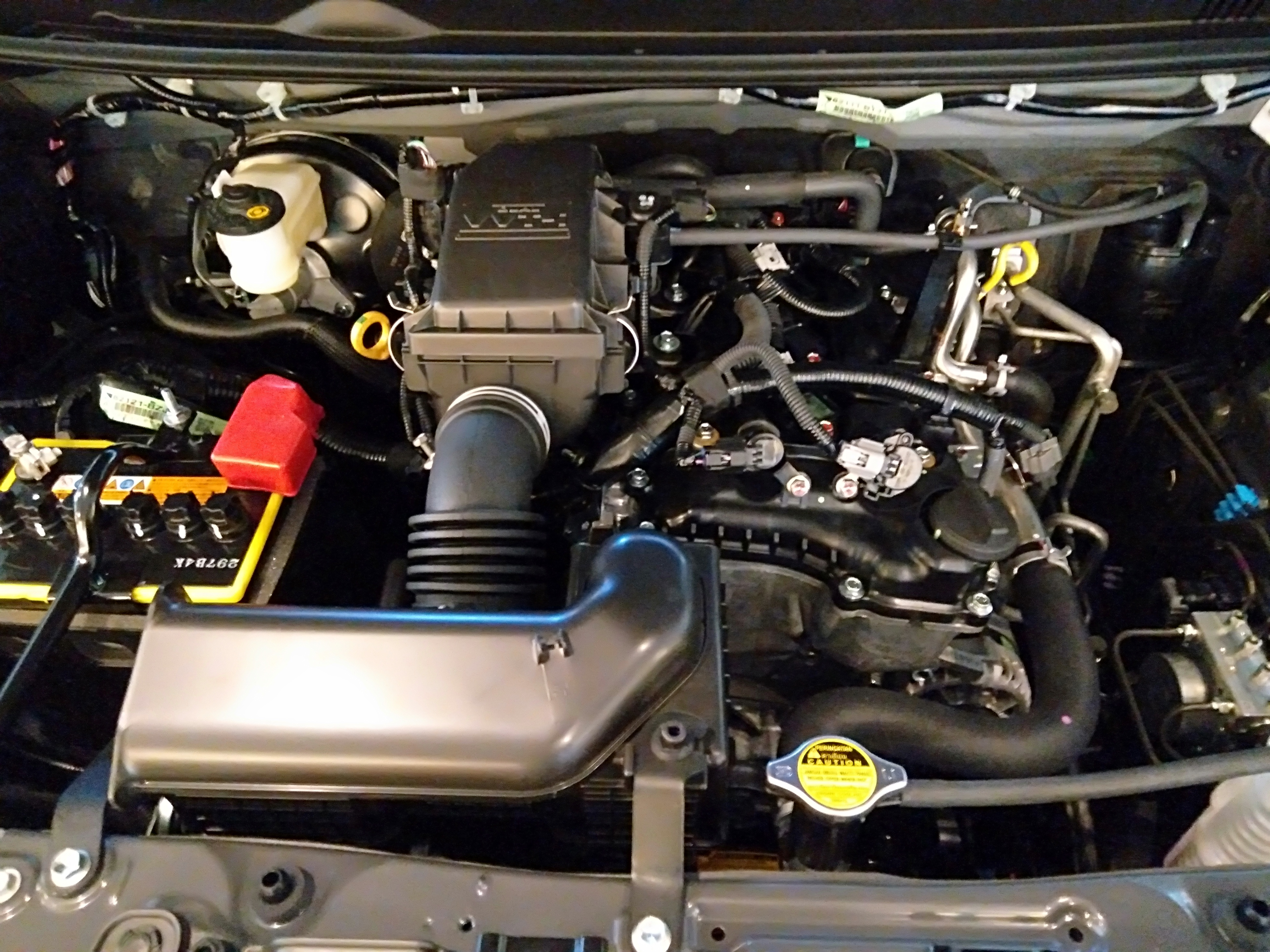
ラッシュの2NR-VEエンジン

- タイプ:水冷直列4気筒 DOHC 16バルブ Dual VVT-i
- 排気量:1.496L
- 内径×行程:72.5×90.6
- 圧縮比:10.5

<出力>
- 75kW（104PS）/ 6,000rpm 136N·m（13.9kg·m）/ 4,200rpm

<主な搭載車種>
- アバンザ（2代目後期型 - ）
- タウンエース（4代目・2020年6月発売型 - ）
- グランマックス（初代・2020年6月発売型 - ）
- ボンゴ（5代目・2020年9月発売型 - ）

先述の1NR-VE同様、厳密にはトヨタ名義ではなくダイハツ名義のエンジンであるため、型式名の-（ハイフン）後の記号がトヨタ式ではなくダイハツ式の表記になっている。こちらもダイハツからのOEM供給車種、もしくは主な開発作業と生産をダイハツに委託した車種に限られている。
2NRとしては最初のDUAL VVT-iエンジンとなり、これ以降は2NR-FEにもDUAL VVT-iが設定されていく。

### 3NR-FE
- タイプ:水冷直列4気筒 DOHC 16バルブ 
  - Dual VVT-i = ヤリス（タイ仕様車）
- 排気量:1.198L
- 内径×行程:72.5×72.5
- 圧縮比:
  - エティオスリーバ 10.5[5]
  - ヤリス（タイ仕様） 11.5[6]

<出力>
- 59kW（80PS）/ 5,600rpm 104N·m（10.6kg·m）/ 3,100rpm （Dual VVT-iなし）
- 63kW（86PS）/ 6,000rpm 108N·m（11.0kg·m）/ 4,000rpm （Dual VVT-iあり）

<主な搭載車種>
- エティオスリーバ
- ヤリス（タイ仕様車）

エティオスのハッチバック版であるエティオスリーバで初搭載。こちらもエティオス用の2NR-FE同様に価格を抑えるために可変バルブタイミング機構は省かれており、出力等も最近の一般的なものと比較すると控えめとなっている。その後ヤリス（タイ仕様車）向けでは可変バルブタイミング機構が追加されている。

### 3NR-VE

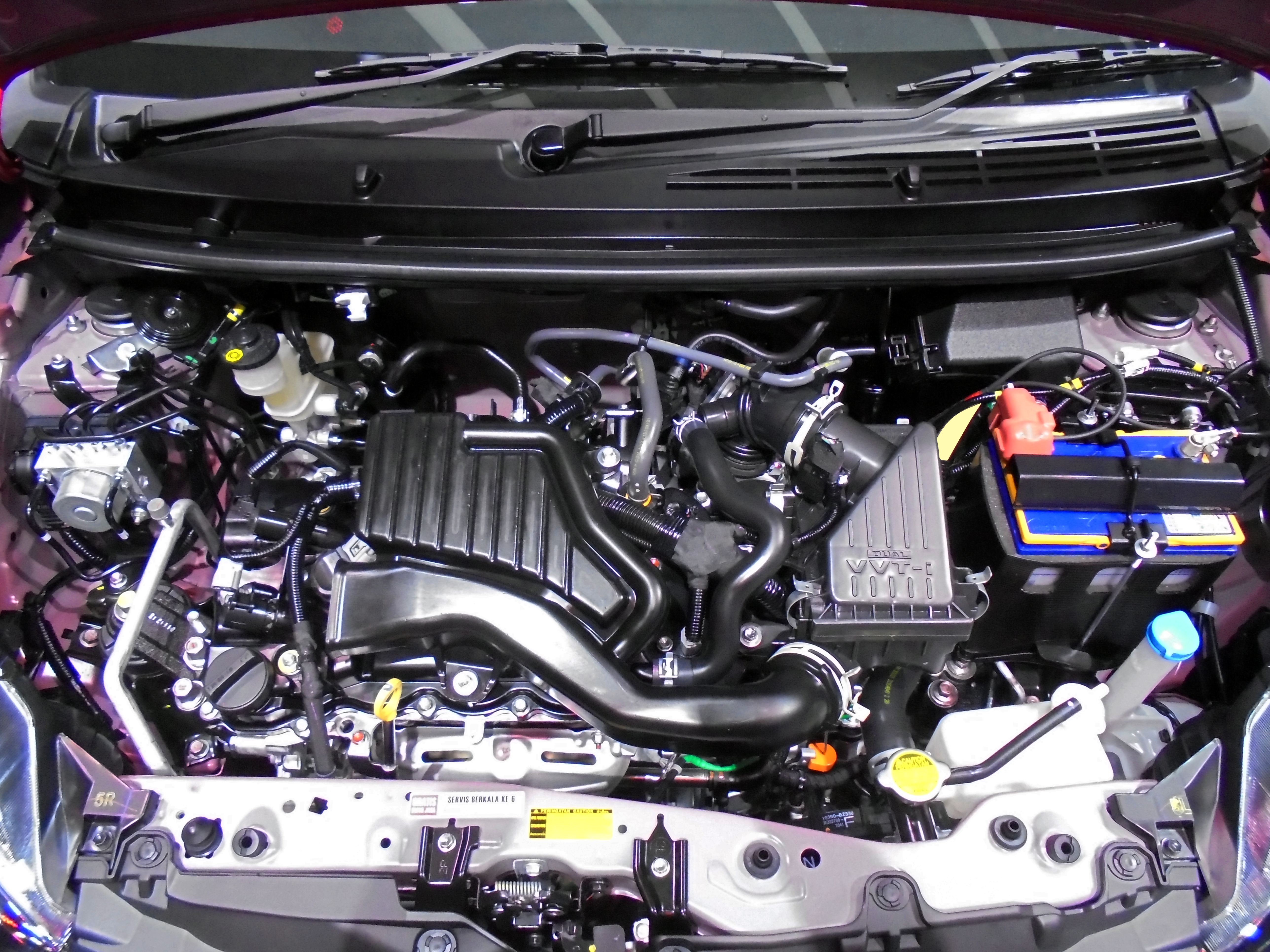
アギアの3NR-VEエンジン

- タイプ:水冷直列4気筒 DOHC 16バルブ Dual VVT-i
- 排気量:1.198L
- 内径×行程:72.5×72.5
- 圧縮比:11.5

<出力>
- 65kW（88PS）/ 6,000rpm 108N·m（11.0kg·m）/ 4,200rpm

<主な搭載車種>
- アギア
- カリヤ
- ダイハツ・アイラ
- ダイハツ・シグラ

先述の1NR-VE同様、厳密にはトヨタ名義ではなくダイハツ名義のエンジンであるため、型式名の-（ハイフン）後の記号がトヨタ式ではなくダイハツ式の表記になっている。こちらもダイハツからのOEM供給車種、もしくは主な開発作業と生産をダイハツに委託した車種に限られている。

### 4NR-FE
- タイプ:水冷直列4気筒 DOHC 16バルブ Dual VVT-i
- 排気量:1.329L
- 内径×行程:72.5×80.5
- 圧縮比:11.5

<出力>
- 73kW（99PS）/ 6,000rpm 123N·m（12.5kg·m）/ 4,200rpm

<主な搭載車種>
- ヴィオス（中国仕様車）

スペック上、1NR-FEと同じであるが、中国生産品のため型式が区別されている。

### 5NR-FE
- タイプ:水冷直列4気筒 DOHC 16バルブ Dual VVT-i
- 排気量:1.496L
- 内径×行程:72.5×90.6
- 圧縮比:11.5

<出力>
- 79kW（107PS）/ 6,000rpm 140N·m（14.3kg·m）/ 4,200rpm

<主な搭載車種>
- ヴィオス（中国仕様車）

スペック上、2NR-FEと同じであるが、中国生産品のため型式が区別されている。

### 6NR-FE
- タイプ:水冷直列4気筒 DOHC 16バルブ Dual VVT-i
- 排気量:1.329L
- 内径×行程:72.5×80.5
- 圧縮比:11.5

<出力>
- 73kW（99PS）/ 6,000rpm 123N·m（12.5kg·m）/ 4,200rpm

<主な搭載車種>
- ヤリスL（中国仕様車）

スペック上、1NR-FEと同じであるが、中国生産品のため型式が区別されている。

### 7NR-FE
- タイプ:水冷直列4気筒 DOHC 16バルブ Dual VVT-i
- 排気量:1.496L
- 内径×行程:72.5×90.6
- 圧縮比:11.5

<出力>
- 79kW（107PS）/ 6,000rpm 140N·m（14.3kg·m）/ 4,200rpm

<主な搭載車種>
- ヤリスL（中国仕様車）

スペック上、2NR-FEと同じであるが、中国生産品のため型式が区別されている。

### 8NR-FTS

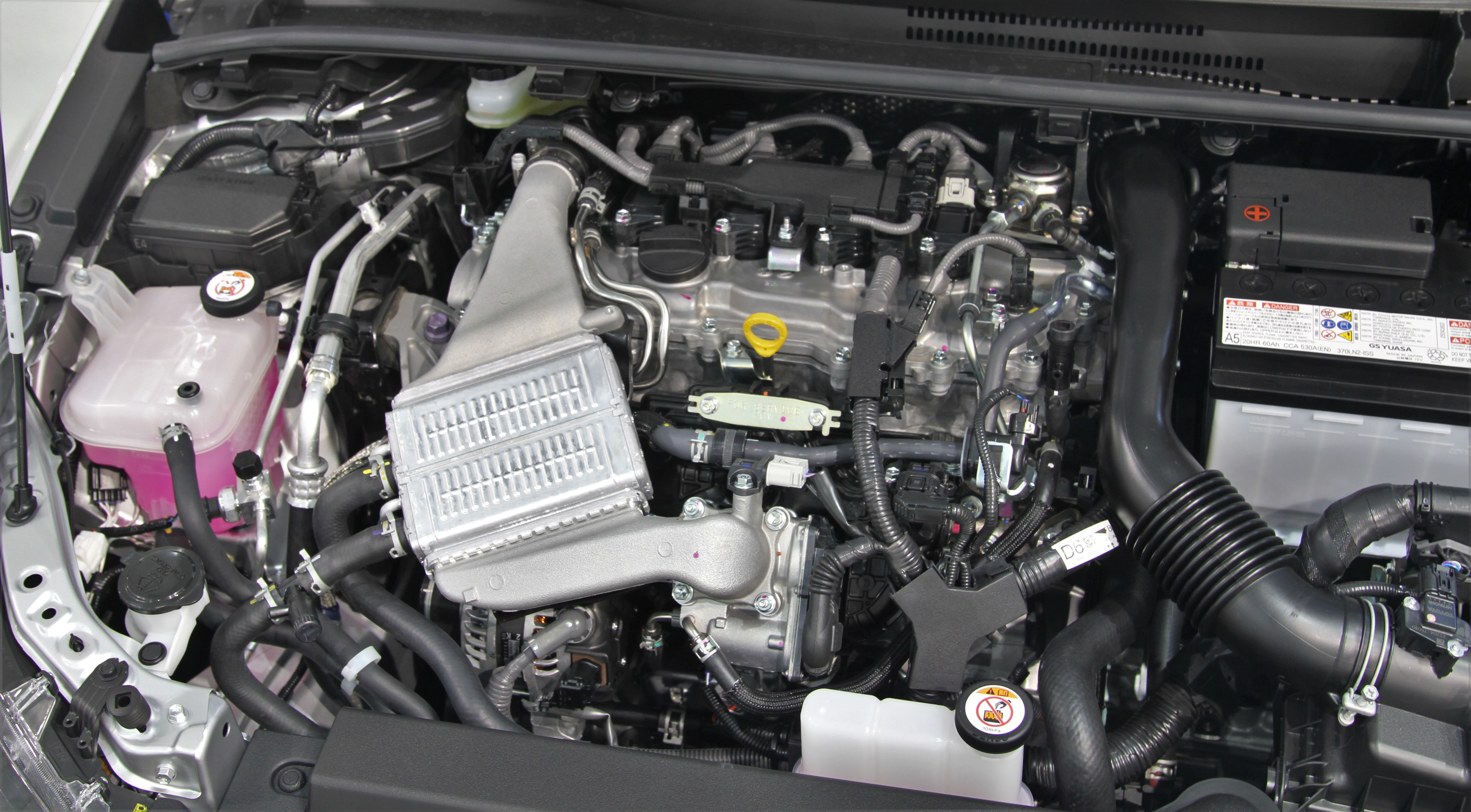
カローラスポーツの8NR-FTSエンジン

- タイプ:水冷直列4気筒 DOHC 16バルブ 水冷式インタークーラー付ターボ D-4T VVT-iW
- 排気量:1.196L
- 内径×行程:71.5×74.5
- 圧縮比:10.0

<出力>
- 85kW（116PS）/ 5,200 - 5,600rpm 185N·m（18.9kg·m）/ 1,500 - 4,000rpm（日本仕様）

<主な搭載車種>
- オーリス（2代目後期型 - ）※2代目後期型日本仕様、および台湾専売の3代目を含む
- カローラセダン（11代目後期型中国仕様、および12代目日本仕様のみ）
- カローラアルティス（4代目）
- カローラスポーツ（日本仕様初期型、および欧州仕様のみ）
- カローラツーリング（欧州仕様はカローラツーリングスポーツ名義）
- レビン（初代・2代目）
- C-HR

トヨタブランドとしては初となる、本格的なダウンサイジングコンセプトを用いた直噴ターボエンジン。アトキンソンサイクルエンジンをベースとし、エキゾーストマニホールドをシリンダーヘッドと一体化させ、吸気側に可変角を拡大した『VVT-iW』、燃料噴射システム『D-4T』などを採用することで、最大熱効率36%を実現。また1,500 - 4,000rpmの幅広い回転数で最大トルクを発生させており、実用領域で扱いやすいエンジン特性となっている。
日本では2015年4月6日発表の2代目後期型オーリスで初めて導入された。なお初期はアイドリングストップ機構も併用されていたが、2016年12月発売のC-HR以降、同機構を廃止した仕様も存在する。
メカニズム面では、2014年7月29日に発売のレクサス・NXに先行して搭載された8AR-FTSと類似する部分が多いが、小排気量でありボア径が小さい関係から燃料が壁面へ当たる前に空気と混合する強い流動が求められ、それを作り出すポート形状の設計自由度および搭載性を考慮し、8AR-FTSとは異なりポート噴射のない直噴のみの仕様となっている。
1.2LのNRエンジンとしては3NR-FEが存在するがボア・ストロークが異なる。仕様としては1NR-FEをベースとしており、1NR-FE比でボアを1mm縮小、ストロークを6mm縮小することで1.2Lとしている。またNR型は後方吸気・前方排気であるが、8NR-FTSは前方吸気・後方排気となっている。